# Український греко-католицький вікаріат Румунії

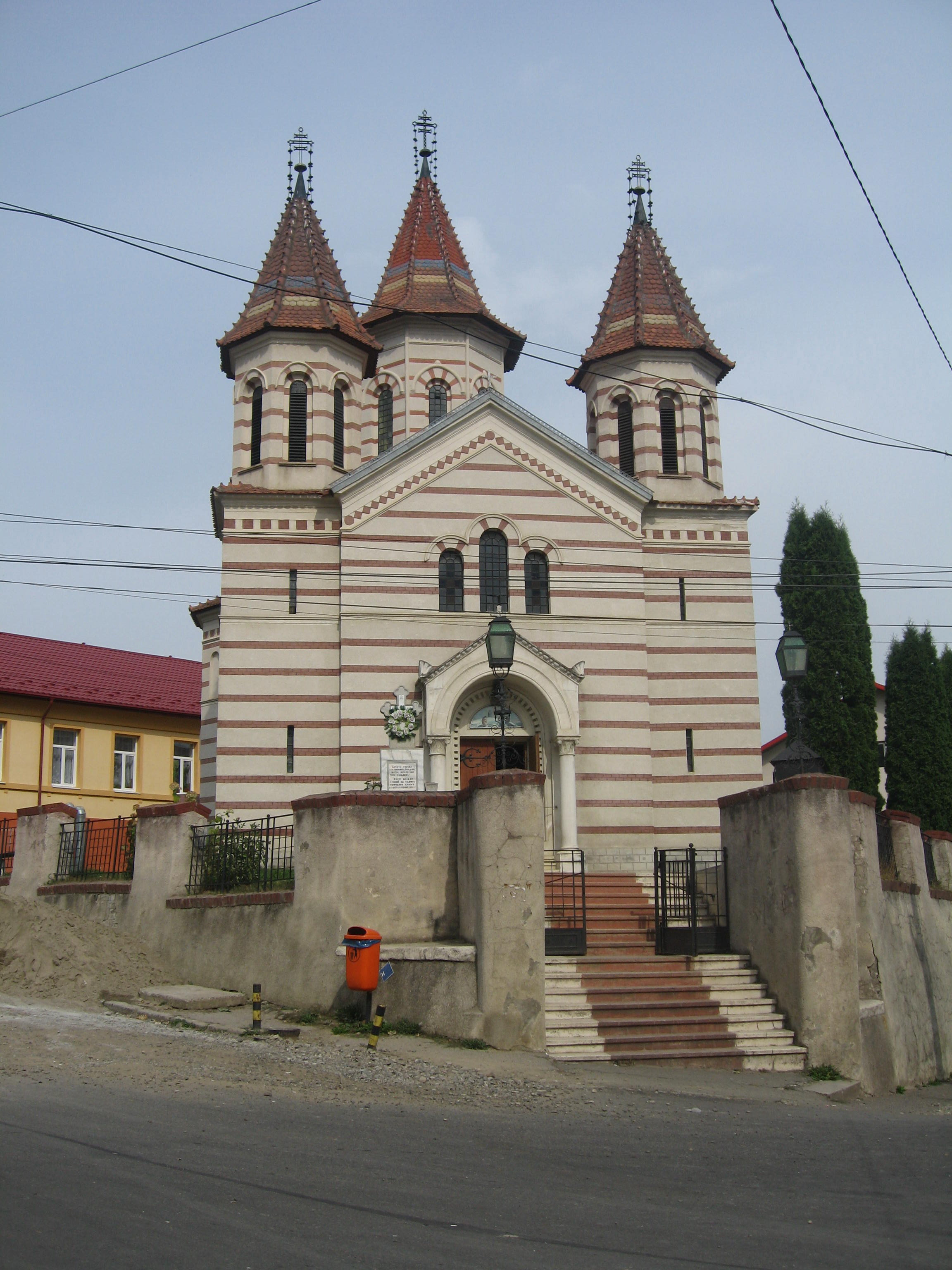
Преображенська церква в Сереті

Український греко-католицький вікаріат Румунії (рум. Vicariatul Greco-Catolic Ucrainean din România) — адміністративна церковна одиниця зі спеціальним місіонерсько-пастирським режимом, який виконує роль координації духовного життя віруючих греко-католиків українців з Румунії в межах греко-католицької єпархії Марамуреша Румунської греко-католицької церкви.
Наразі український греко-католицький вікаріат у Румунії базується у місті Радівці. Вікаріат очолює єпископ-вікарій Михайло Дубович.

## Історія

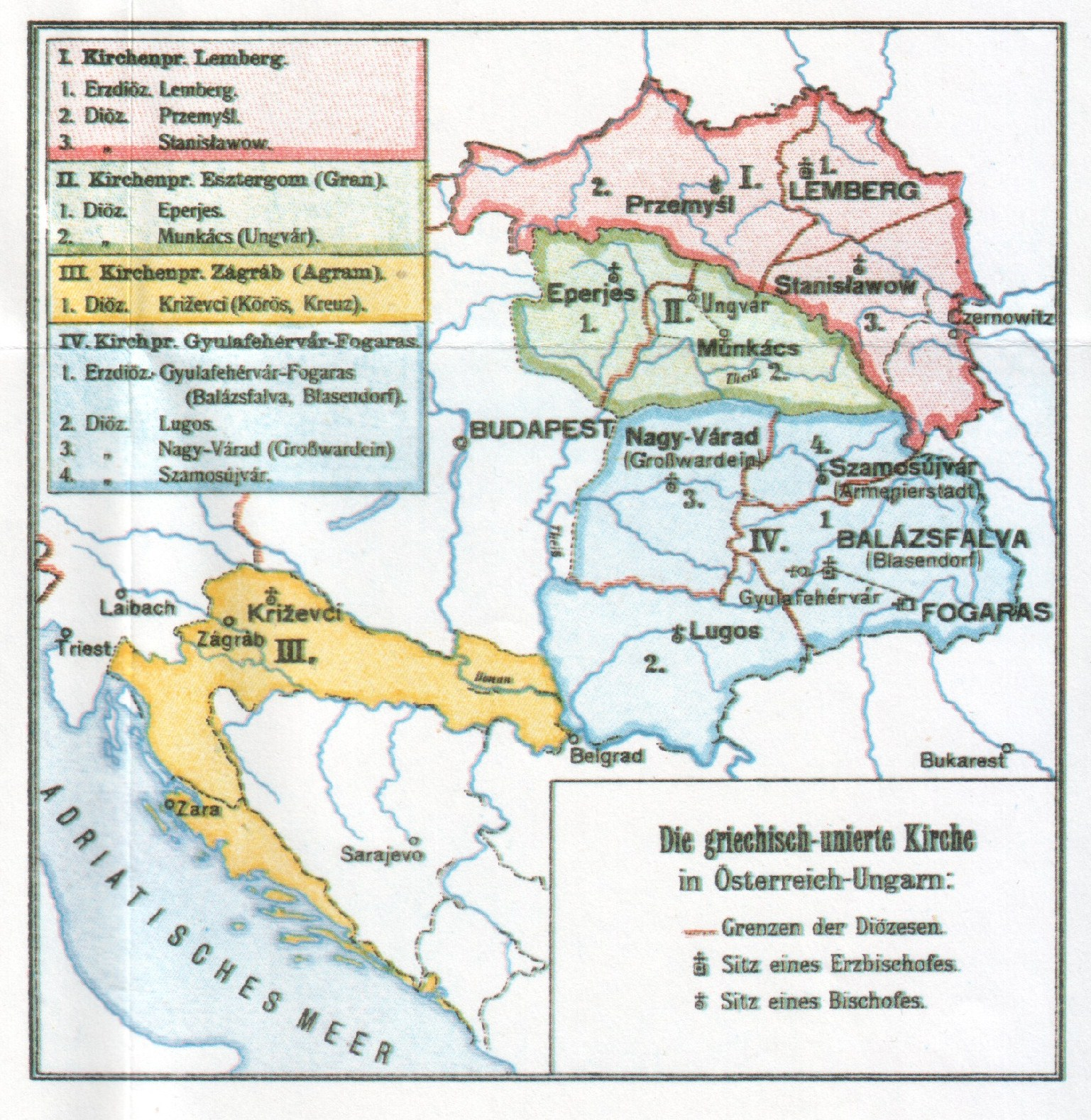
Станіславська єпархія у складі Львівської митрополії (червоний), 1909

### Перші українські греко-католицькі громади
Перші русинські греко-католики оселилися на півдні Буковини після анексії північної частини Молдови Імперією Габсбургів (1774). Вони приїхали з Галичини і були привезені сюди австрійською владою для колонізації нових територій імперії. У 1780 році Австрійський окружний суд рекомендував створити греко-католицькі парафії в містах і селах Буковини. У 1806 р. Митрополит українських греко-католицьких у Львові Антін (Ангелович) попросив австрійського імператора створити на Буковині єпископство русинів, об'єднане з Римом, стверджуючи, що більшість прихожан православного єпископства Буковини насправді є галицькими греко-католиками.
Починаючи від 1812 року Імператор Франц I Австрійський затвердив створення греко-католицьких парафій у Сереті (1812 р.), Чернівцях (1813 р.), Качиці (1814 р.), а пізніше парафії були створені і в Радівцях (1833 р.), Кимполунг Молдовенеску (1883 р.) та в інших місцевостях. До 1918 р. Ці парафії перебували під юрисдикцією Станіславської єпархії (сьогодні Івано-Франківська).

### Перші форми організації
Після Приєднання Буковини до Королівства Румунії (1918 р.) греко-католики опинилися на території Румунії. Внаслідок такої ситуації апостольський нунцій Франческо Мармаджі, який прибув до Румунії 17 жовтня 1920 р., провів переговори з королем Фердинандом I через його духівника, Ульдеріка Циполлоні, для встановлення апостольської адміністрації, яка мала б здійснювати свою юрисдикцію над звичайними греко-католицькими парафіями в Румунському королівстві. В результаті цих переговорів у 1922 р. для греко-католицьких віруючих у Буковині було встановлено апостольське управління, що базується у місті Серет (сьогодні в повіті Сучава). Адміністрація була безпосередньо підпорядкована Апостольській нунціатурі в Бухаресті, а посаду апостольського адміністратора виконував священник Клемент Злепко з Серета (1923–1930).
Під час переговорів щодо укладення конкордату 1927 року Уряд Румунії наполягав на ліквідації апостольської адміністрації для греко-католиків русинів. У проекті, який повинен був бути узгоджений між Ватиканом та Королівством Румунія, це було передбачено ст. 10 встановлення митрополії в Блаї, з суфраганськими єпархіями в Лугої, Орадеї Маре, Бая Маре та Клузі, із згадкою «Об'єднані католики (рутени) в Буковині авранно вікаріо рутено, залежні від Блажського митрополита». Переговори, однак, були громіздкими, але врешті-решт у фінальній версії. частина II, пп. 4 Конкордату, що від майбутньої організації греко-католицької церкви в Королівстві Румунія також буде частиною «нової єпархії, що має бути створена на Півночі, з єпископською кафедрою, яка буде спільно призначена між Святим Престолом та Королівським урядом. Греко-русини зі спеціальним управлінням також будуть частиною цієї єпархії». Конкордат був укладений 10 травня 1927 року та ратифікований 10 червня 1929 року.
У 1930 році, після укладення Конкордату зі Святим Престолом та його ратифікації Парламентом, Папа Пій XI скасував апостольську адміністрацію. Папською булою «Sollemni Conventione» від 5 червня 1930 року була створена Об'єднана румунська єпархія Марамуреш з резиденцією в Бая-Маре. Нова єпархія складалася з 239 парафій, з яких 201 об'єднали румунів та 38 русинів греко-католиків, а саме:
- 169 об'єднаних румунських парафій в єпархії Герла, 31 об'єднаних румунських парафій в єпархії Орадеї та одна об'єднана румунська парафія в архієпархії Альба-Юлія та Фегераш;
- 10 русинських греко-католицьких парафій у Гайдудорозькій єпархії (Угорщина), 11 русинських греко-католицьких парафій у Мукачівській єпархії (Чехословаччина) та 17 русинських греко-католицьких парафій Станіславської єпархії (Польща). Руські віруючі повинні були перебувати під юрисдикцією одного „спеціального генерального вікарія того ж обряду, який буде названий та конституйований греко-католицьким єпископом Марамуреш”.[5]

Як апостольський адміністратор Марамуреської єпархії, єпископ Юліу Хоссу 5 червня 1930 р. єпископським наказом створив Спеціальний греко-руський вікаріат у складі єпископату Марамуреш, Олександр Русу після його вступу на посаду 2 лютого 1931 року єпископом Марамуреша назвав його наказом № 206 від 7 лютого 1931 р. про священника Михайла Симовича, як першого вікарія грецько-руського спеціального вікаріату, що базується в Чернівцях. 38 руських греко-католицьких парафій були організовані у два протопопіати: Протопопіат Цисальпін (з 11 парафіями) та Буковинський протопопіат (з 17 парафіями, 10 парафіяльними священниками та 10 адміністраторами).
Вікаріат очолив о. Михайло Симович (1931–1940, 1941–1943) та пр. Ісидор Тонюк (-1948).

### Переслідування
Більшість українців Румунії до 1948 року сповідували греко-католицизм. Ліквідація Румунської унійної церкви з Римом у 1948 р. також призвело до скасування українського вікаріату. Того року український греко-католицький вікарій у Румунії мав під юрисдикцією 31 парафію з 41 церквою та 40 000 українських греко-католицьких віруючих. Генеральний вікарій Ісидор Тонюк відмовився ходити до Румунської православної церкви разом з багатьма його віруючими, через що їх розслідували півроку. Тоді священника Тонюка заарештували та засудили до восьми років позбавлення волі.
Для українських віруючих, які перейшли до православ'я, в 1948 році був заснований український Генеральний вікаріат, який базувався в Сігетту Мармацієї (жудець Марамуреш), до якого входили парафії Мармарощини, Трансільванії, Кришани та Банату. Вікаріат був скасований у 1952 році, перетворений на Українську православну пропріаторську координацію, штаб-квартира якого знаходиться в Полянах (жудець Марамуреш) та підпорядкована православному єпископству Клуж. Ця організація працювала до 1990 року, отримуючи щорічну фінансову підтримку від Румунського патріархату.
Греко-католицькі священники з Буковини просили захисту в Ясського римо-католицького єпископства, але за постановою № 4502 від 21 лютого 1955 року воно повідомило уряд Румунії, що «священики Маніу Ніколае, Рогожинський Еміль, Тонюк Ісидор та Воробчевич Володимир не належать до нашої католицької церкви, у нас їх немає в записах наших священиків і не мають юрисдикційних зв'язків з нами».
Під час правління комуністичного режиму в 1963 р. школи з українською мовою навчання були скасовані, українські церкви залишалися єдиними установами, в яких розмовляли українською мовою.

### Відновлення вікаріату
Після Революції в грудні 1989 року та скасування акта розпуску румунської церкви в єдності з Римом український греко-католицький вікаріат було відновлено в 1996 році, базуючись у Радівцях. Він був переданий під юрисдикцію унійного румунського єпископства Марамуреш, що базується в Бая-Маре.
Генеральними вікаріями українських греко-католиків у Румунії були священники Василь Попович з Серета (1996–2000), Іоан Волоцюк з Радівців (2000–2012) та Михайло Дубович (з 2012 року).
У період з 30 липня по 1 серпня 2012 року греко-католицький єпископ Марамуреша Василь Бізе здійснив свій перший канонічний візит до українських греко-католицьких церков на Буковині. Він відзначав літургії в Качиці, Радівцях та Кампулунг Молдовенеску (в римо-католицькій церкві). Він також відвідав парафію Садау (пастир священник Василь Стойка), парафії Рунку та Майдан (керований о. Миколою Николаїшином), Кліт (пастир священник Іоан Волоцюк), Сірет та Гропені (пастир священник Віталієм Популіковим, Молдови) Молдован і Ватра Дорней (пастир священник Іліє Венецюк). Єпископ відслужив різні релігійні служби в кожній парафії.

## Організація вікаріату
Наразі український греко-католицький вікаріат у Румунії організований у два деканати:
- Буковинський деканат (базується в Качиці, очолює о. Мікола Николаїшин) — для українських віруючих греко-католиків у жудеці Сучава; складається з 11 парафій: парафії Качика, Кимплунґ, Кліт, Гропени, Майдан, Радівці, Рунку, Садів, Серет, Сучава та Ватра-Дорней. Відповідно до перепису населення 2002 року, всі ці парафії мали 1652 віруючих.[4]
- Мармароський деканат (базується в Сиґіті) — для українських греко-католиків повіту Марамуреш
- Крім того, є кілька парафій в Банаті.

Два деканати поширюють свою юрисдикцію на 22 парафії, розташовані в Буковині, Марамуреші та Банаті. Кількість віруючих становить близько 14 000, і вони використовують календар старого стилю.
Українські греко-католицькі церкви — це церкви, побудовані українськими віруючими. Церковні служби проводяться українською мовою, але в селах, де також є румуни служать і проповідують румунською мовою.
У парафіях Кимпулунґ-Молдовенеск, Сучава та Ватра-Дорней літургії проводяться в римо-католицьких церквах.

## Вікарії єпископії
Після відновлення українського греко-католицького вікаріату в Румунії функцію генерального вікарія виконували наступні священники:
- Василь Попович — єпископський вікарій (1996–2000). Парох української греко-католицької парафії Серета. Отримав звання почесного громадянина міста Серет, Рішенням місцевої ради №. 97/2000.
- Іоан Волоцюк (нар. 4 жовтня 1950) — єпископський вікарій (2000–2012). Закінчив греко-католицький богословський інститут у Бая-Маре. Парох української греко-католицької парафії Радівців. Він також викладає греко-католицьку релігію в школах у Радівцях
- Михайло Дубович (нар. 27 вересня 1962, Ремети, жудець Марамуреш) — єпископський вікарій (з 2012). Закінчив загальноосвітню школу 8 класів в Ремеші (1976) та механічну середню школу №. 2 в Сігету Мармаєя (1981), потім працював у сільському господарстві з батьками. Він втік із Румунії 8 травня 1985 року, разом із чотирма двоюрідними братами, заарештованими в Югославії та утриманими 15 днів в ув'язненні за незаконний перетин кордону. Вони прибули до США 2 листопада 1985 року, отримавши політичний притулок. Пропрацювавши два місяці на фабриці кондиціонерів, він вступив до семінарії Св. Іоанна в січні 1986 року. Василь із Стамфорда, штат Коннектикут, де здобув ступінь філософії навесні 1990 року. Потім він відвідував Папський університет св. Томаса (Angelicum) у Римі (1990–1993 рр.), Здобувши ступінь теології.[10]

Він був висвячений на диякона 1 серпня 1993 року та призначений в українську греко-католицьку церкву Йосафата в Рочестері, Нью-Йорк. 17 січня 1994 р. єпископом Василем Х. Лостеном був висвячений на священника в семінарській капелі Стамфорда, а потім служив священником-помічником у церкві св. Йосафата в Рочестері (17 січня 1994 р. — 31 липня 1995 р.) Та парафіяльного священника церкви св. Петра та Павла у місті Оберн, Нью-Йорк (1 серпня 1995 р. — 20 серпня 2000 р.). У цей період він також був вчителем релігії, духовним помічником та адміністратором різних приходських шкіл.
Михайло Дубович певний час був професором літургії у Семінарії Св. Василія у Стамфорді. У 2001–2003 рр. Він навчався в Університеті священного серця, де здобув ступінь магістра з бухгалтерського обліку. Він обіймав посаду віце-економіста Стамфордської єпархії (листопад 2000 р. — серпень 2012 р.), Займаючись фінансовим аудитом бухгалтерських записів усіх парафій єпархії. Єпископ Василь Х. Лостен висвятив його на протоієря (червень 2005 р.), а його наступника, Пола Чомницького, ЧСВВ, митрофорного протоієрея (червень 2007 р.). Окрім обов'язків у семінарії й єпископа, він служив парафіяльним священником у місіонерській парафії в Бедфорд-Хіллз (1 липня 2005 - 31 липня 2006), парафії в Оберн, Нью-Йорк (1 серпня 2006 — липень 2009) та в Бриджпорті , Коннектикут (1 серпня 2009 р. — 31 серпня 2012 р.).
31 серпня 2012 року пр. Михайло Дубович був звільнений від усіх своїх обов'язків у Стамфордській єпархії, щоб бути призначеним Генеральним вікарієм українських греко-католицьких віруючих у Румунії. 30 вересня 2012 року єпископом Васіле Бізеу Марамуреша був призначений єпископським вікарієм (щирим) для Спеціального Генерального Вікаріату Русинів. Його термін повноважень діє протягом чотирьох років і набирає чинності з 1 жовтня.

## Галерея

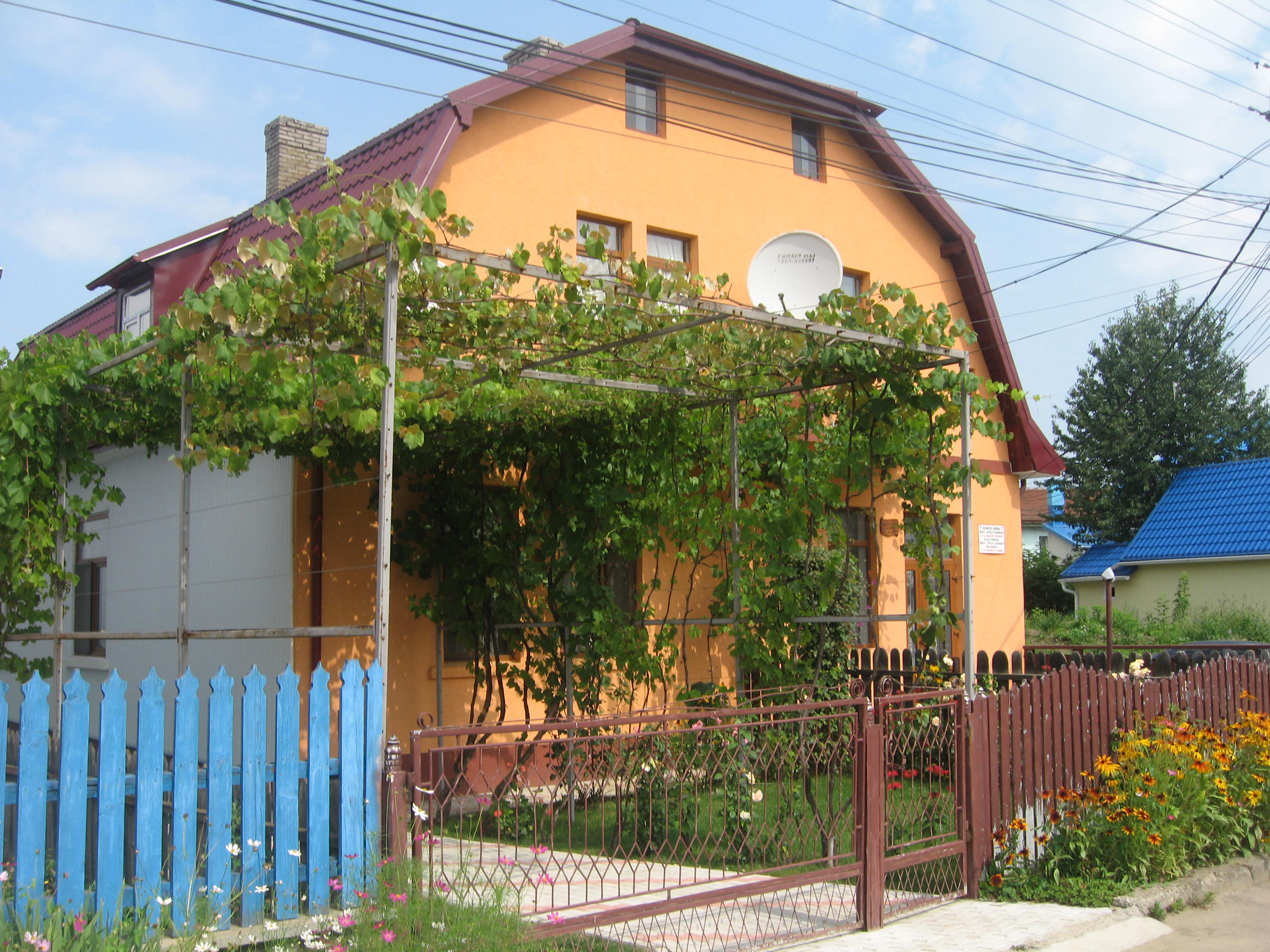
Парафіяльний дім у Радівцях, штаб-квартира українського греко-католицького вікаріату
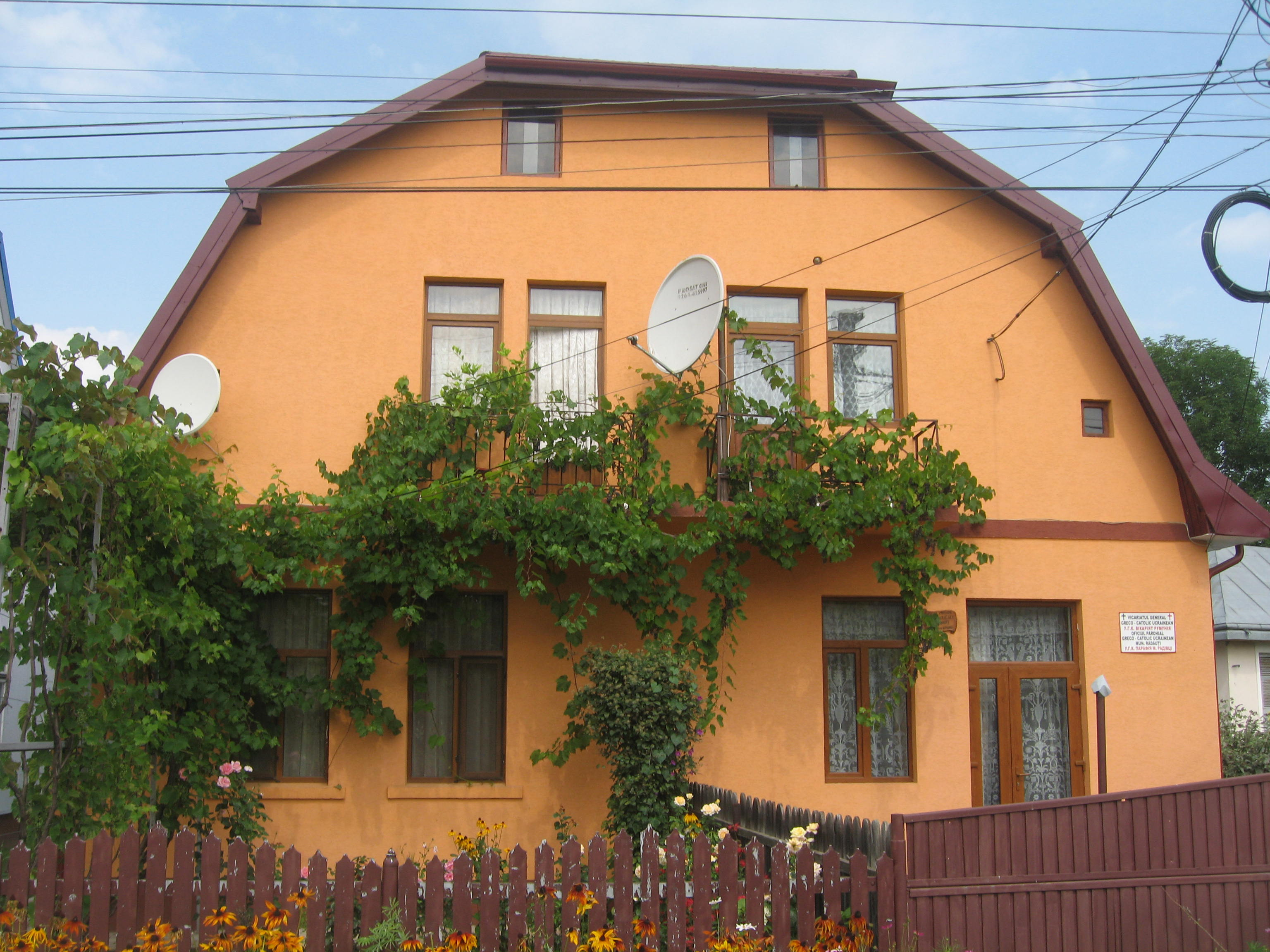
Парафіяльний дім у Радівцях, штаб-квартира українського греко-католицького вікаріату
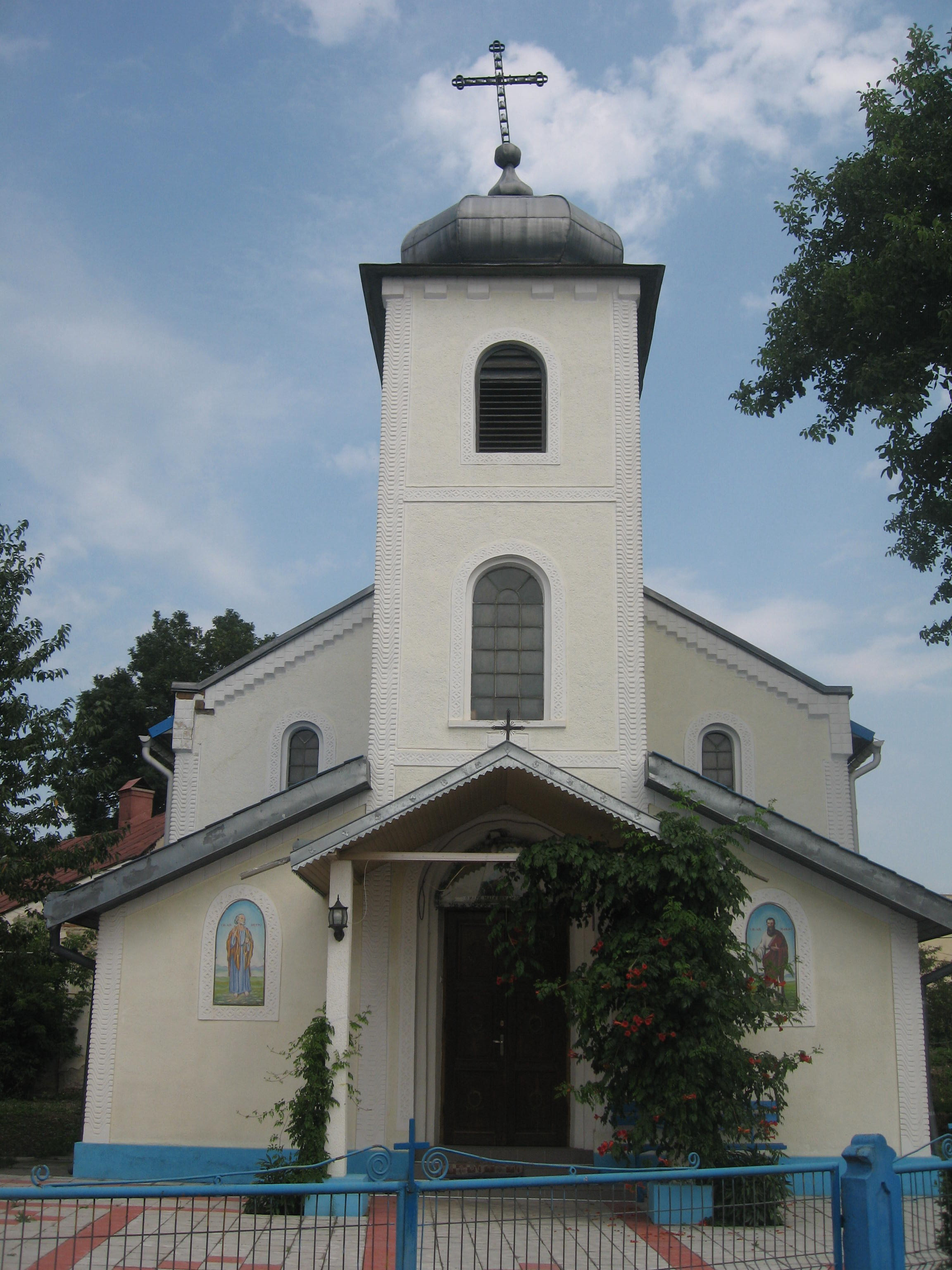
Греко-католицька церква в Радівцях
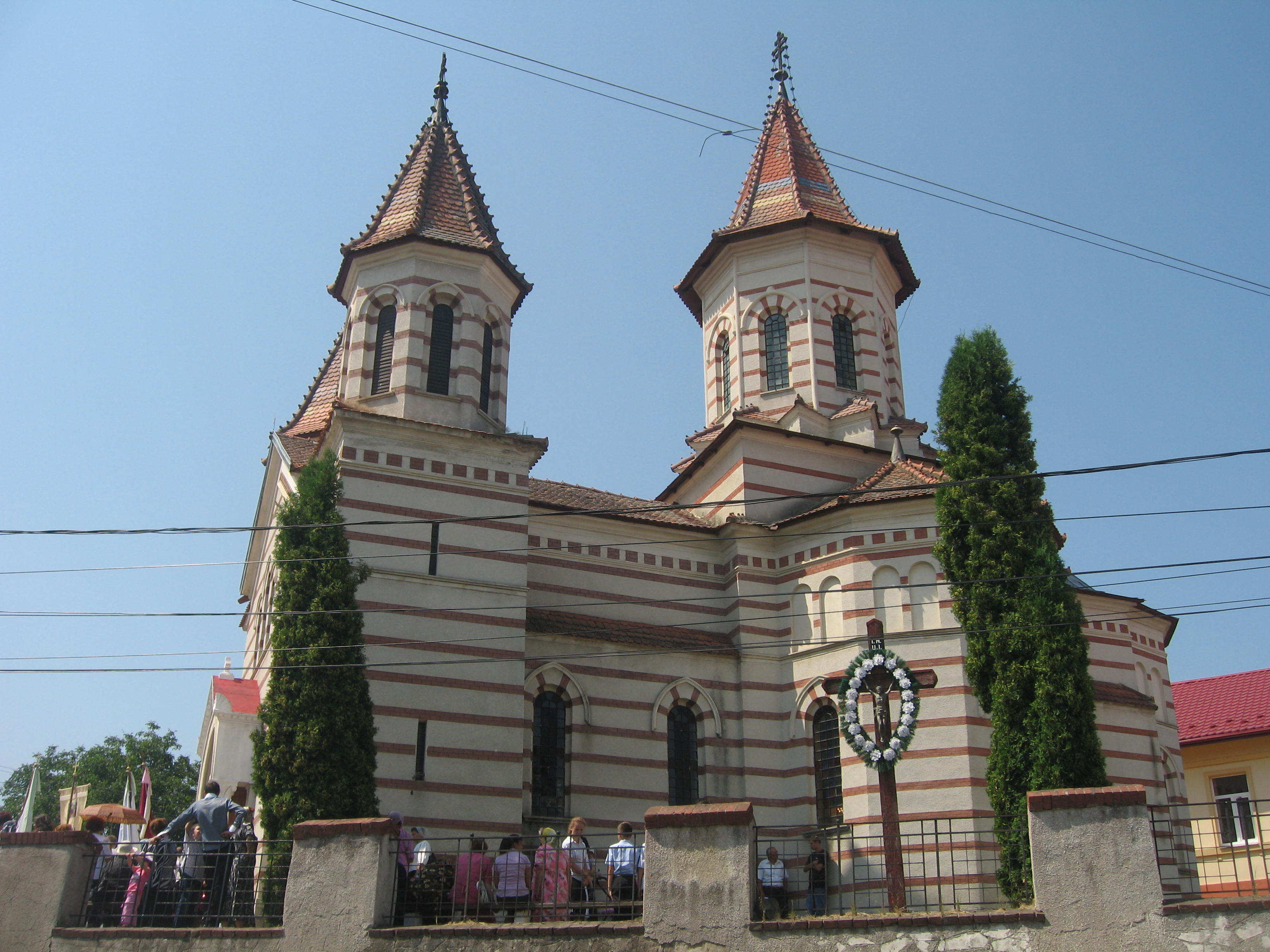
Греко-католицька церква в Сереті
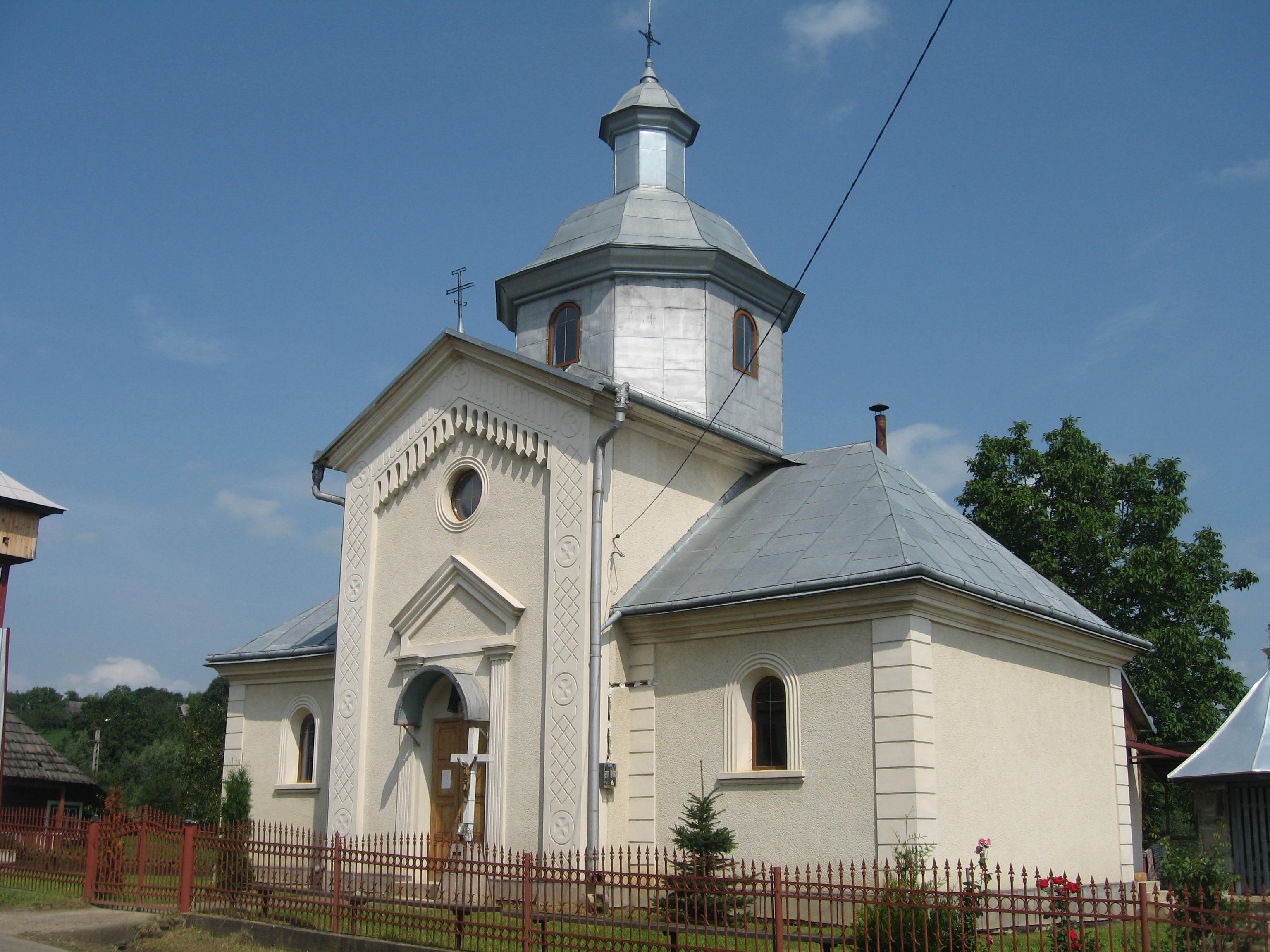
Греко-католицька церква в Качиці
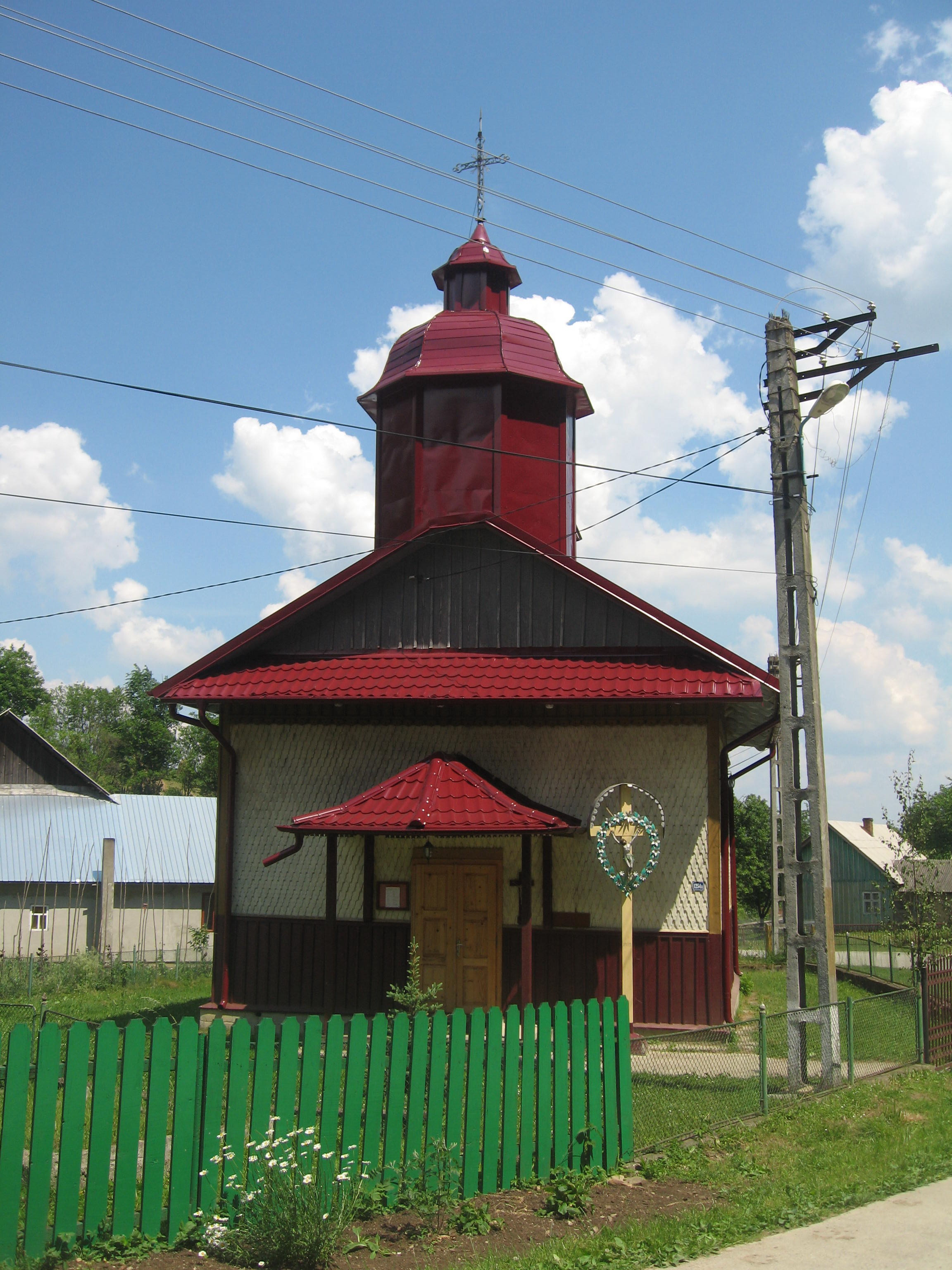
Греко-католицька церква в Майдані
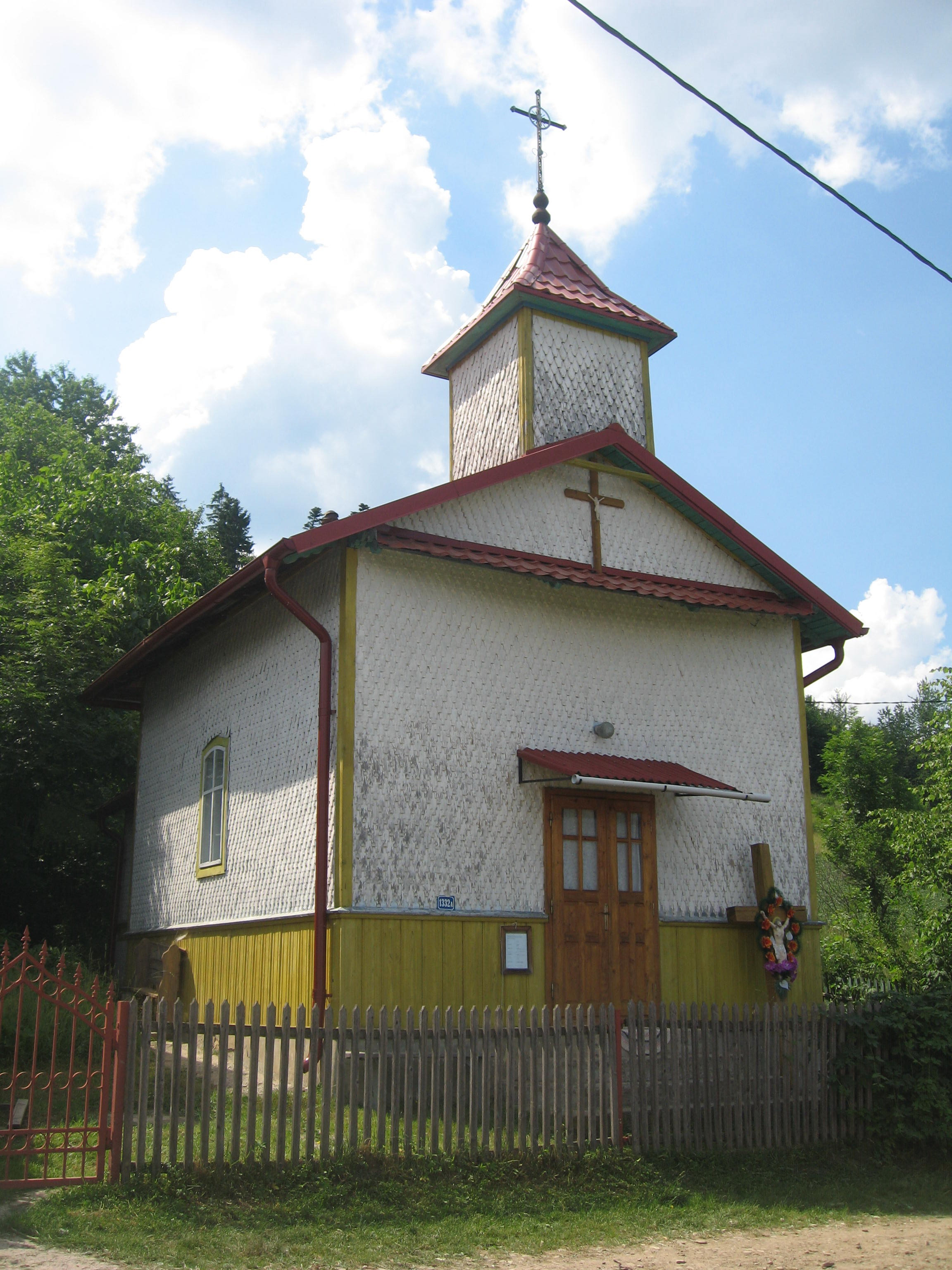
Греко-католицька церква в Рунку
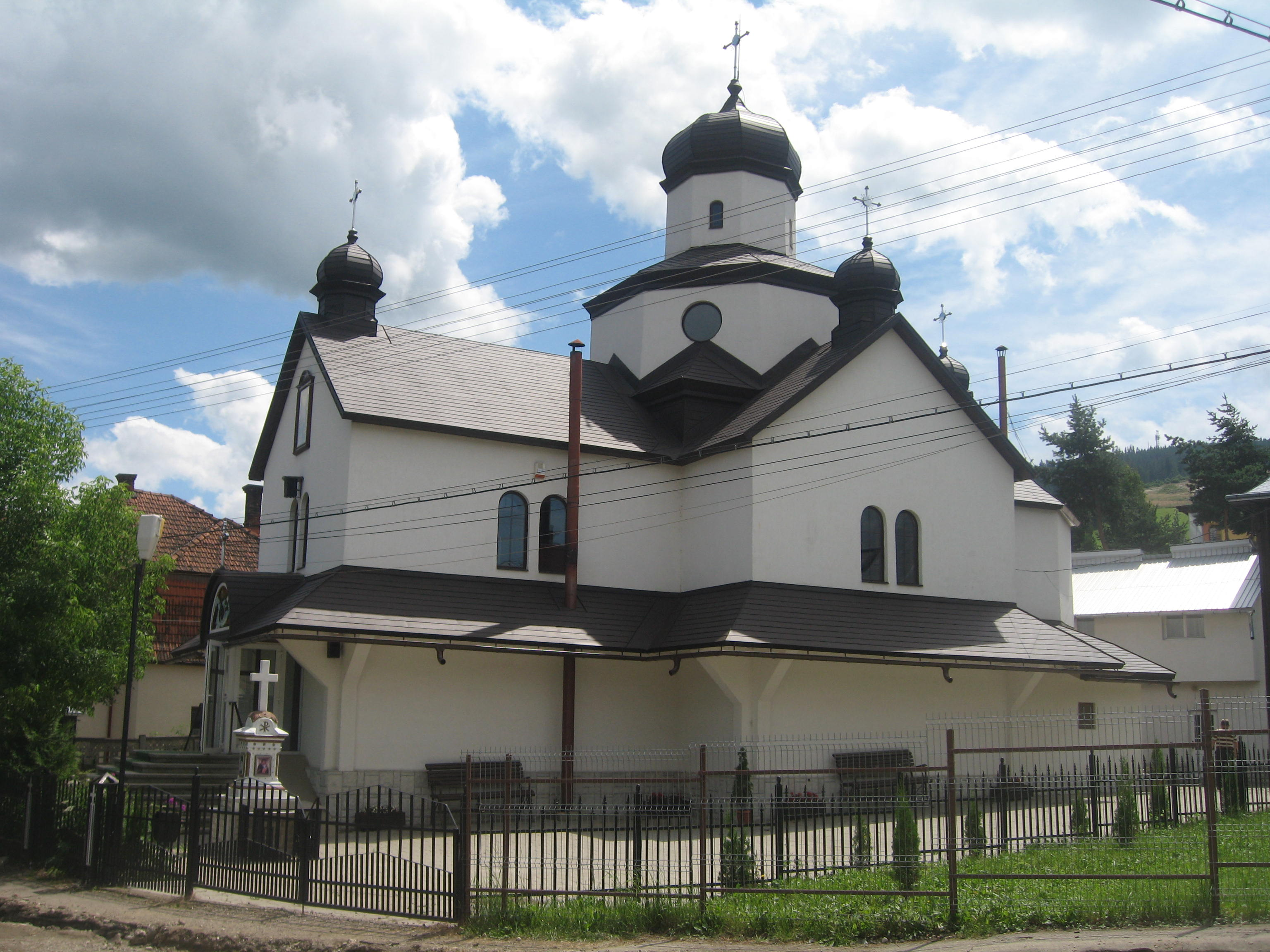
Греко-католицька церква у Ватра-Дорнеї, яка зараз використовується православною громадою